# Francisco João

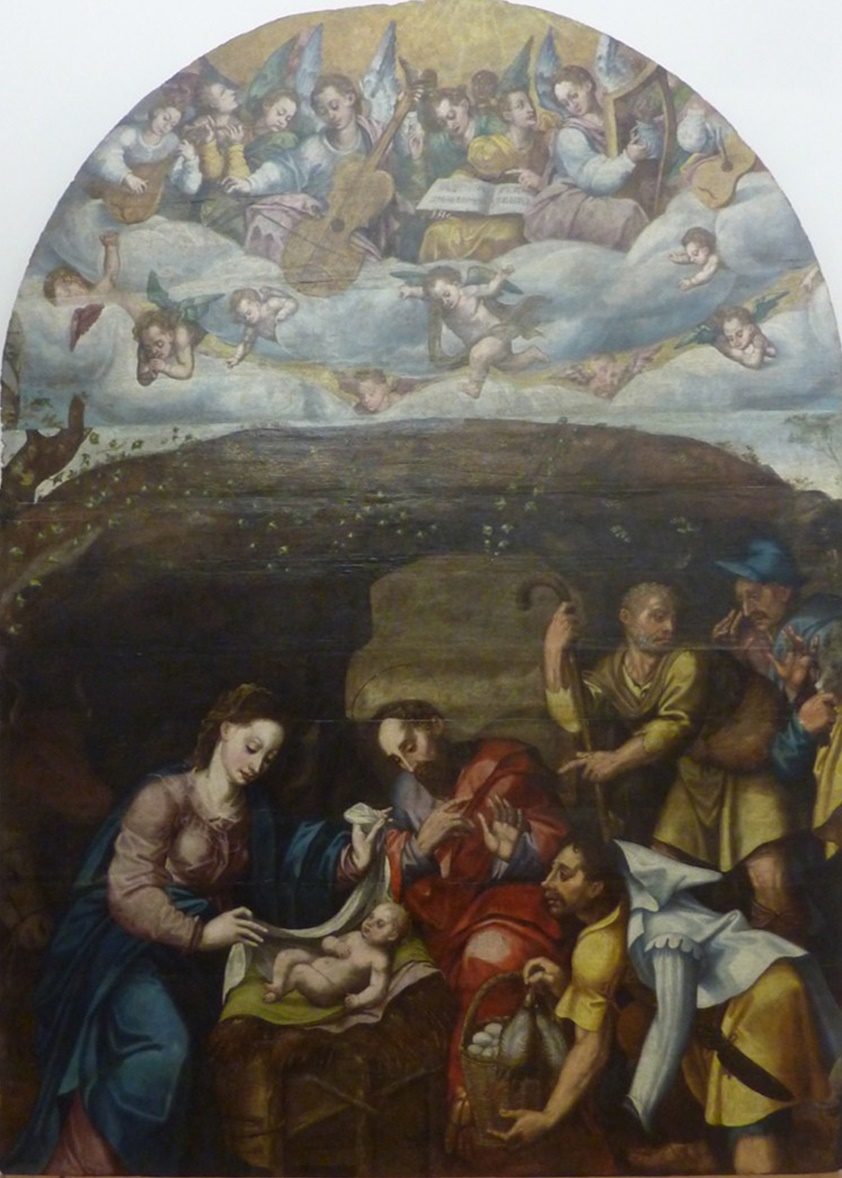
A adoração dos pastores com anjos músicos, óleo sobre tábua, 299 x 235 cm, Évora, Museu de Évora.

Francisco João (1563-1595) foi um pintor maneirista português.

## Biografia e obra
Assentado em Évora, na freguesia de Santo Antão, onde contava com propriedades e escravos (em 1588 levou a baptizar a um escravo chamado Pedro), se lhe encontra documentado pelas primeiras vezes, já como pintor, em 1563, quando ingressou como irmão na Mesa da Santa Casa da Misericórdia de Évora, se ignorando todo o relativo a seus primeiros anos e formação. Em 1570 foi nomeado pintor da Inquisição de Évora, cargo no que teve de se ocupar das decorações festivas para as celebrações dos autos de fé. Foi enterrado a 14 de janeiro de 1595 na sepultura dos irmãos do Hospital do Espírito Santo. Estava casado com Catarina Coelho, que lhe sobreviveu três anos.
Junto a algumas obras perdidas, documentam-se a seu nome a pintura de uma Profissão de santa Clara para o retablo maior da igreja do convento de Santa Clara de Évora, agora no museu catedralício, contratada em 1592 e na que trabalhou três meses, e três histórias da Lenda da cruz procedentes do antigo retablo maior da igreja do convento de Santa Helena do Monte Calvário, pelas que ainda cobrou alguma quantidade em 1594, ainda que puderam ser pintadas alguns anos atrás.
Por sua proximidade a estas obras têm-se-lhe atribuído, entre outras, as seis tabelas da Paixão da desaparecida igreja de Nossa Senhora de Graça, o retablo da igreja paroquial de São Miguel de Machede, a Adoração dos pastores do convento de São Bento de Castros, agora no Museu de Évora, e duas tábuas do desmantelado retablo da igreja de Santa Maria com a Adoração dos magos e uma Degolação do Baptista.
Em sua pintura, junto a algumas influências iconográficas flamengas e italianizantes recebidas através de estampas, observou-se primordialmente a influência de Luis de Morais, a quem pôde conhecer em torno de 1565 quando o pintor extremenho, contratado pelos domínicos de Évora para a pintura de sua retablo maior, fixou sua residência na capital do Algarve. À influência de Morais deve distorções espaciais, carga dramática com que aborda os temas passionais e o gosto pelas cores ácidas como se encontra nas tábuas com temas da Paixão de Cristo do antigo retablo de Nossa Senhora de Graça de Évora, agora na igreja de San Francisco, pintadas para 1575, mas também em obras mais tardias, como a Anunciação do retablo de São Miguel de Machede.